# Mindannyiotok lelkiismerete megnyugodhat…
A Mindannyiotok lelkiismerete megnyugodhat… egy színes magyar filmdráma, tévéjáték Jerzy Zawieyski: Kiáltás a világűrbe (Krzyk w próżni świata) című 1963-as novellája alapján Szemes Mari főszereplésével Dömölky János rendezésében.
Bemutatására 1970. december 18-án, pénteken a Magyar Televízió TV1 csatornáján 20.00-es kezdettel került sor.

## Készítették
- Rendező: Dömölky János
- Írta: Jerzy Zawieyski
- Fordította: Murányi Beatrix
- Operatőr: Bornyi Gyula
- Jelmeztervező: Vicze Zsuzsa
- Díszlettervező: Mátay Lívia

## Szereplők
| Szerep | Megjegyzés | Színész           |
| --- | --- | ----------------- |
| Doktornő | Renata W., a lengyelországi elmegyógyintézetben, ahonnan a nácik elküldik az orvosokat, és 1942 júniusában megölik a betegeket, de az orvosnő ott marad, és megörökíti az eseményeket az utókor számára, bár őt is megölik végül. | Szemes Mari       |
| Ápolt | az elmegyógyintézetben | Latinovits Zoltán |
| Ápolt | az elmegyógyintézetben | Gobbi Hilda       |
| | | Őze Lajos         |
| Ápolt | az elmegyógyintézetben | Kádár Flóra       |
| További szereplők: | |                   |
| Nagy Anna, Lóránd Hanna, Temessy Hédi, Erdélyi Mária, Dégi István, Avar István, Bánffy György, Bárány Frigyes, Tomanek Nándor, Horváth Gyula, Körtvélyessy Zsolt, Láng József. | |                   |

## Fogadtatás
„A cím egy név. A péntek este vetített tv-film címe látszatra többet mond — így utólag azonban már nem. Mert Renata nevéhez már hozzátartozik története, egyszerűen halála is. A halál éppen váratlanságánál, véletlenszerűségénél fogva félelmetes. Az a halál, amelyet maga vállal az ember, általában elítélendő. Általában. Persze a mai etika korántsem tartja olyan egyértelműnek az önként vállalt pusztulást — Renata halála is sokkal inkább tett vagy magatartás. Nem beteges, lélektani, hanem nagyon is érthető, emberi oka van. (Jóllehet ez az ok hosszú és megrázó lelki krízis. következtében válik okozattá; tetté, az önkéntes halál elhatározásává.) 
Azt mondják, az az igazán értékes — mozivászonra vagy képernyőre ültetett — irodalmi feldolgozás, amely nem puszta reprodukció, hanem saját belső műfaji törvényei alapján kiteljesedett önálló műalkotás. Dömölky János rendező—író (Zawiesky: Kiáltás a világűrbe című novellája alapján) erre tett kísérletet a Mindannyiotok lelkiismerete megnyugodhat című tv-filmben. 
A feldolgozásra kínálkozó irodalmi anyag — szkizofrének kivégzés előtt, a falon kívüli társadalom ijedt vonaglása és fáradt lelkiismerete meg a halált vállaló orvosnő története — egyszerű és nem lelki traumákat vizuális látványossággá növelő tv-játék maradt. Szemes Mari egyszerűen játszott egész végig: nem szenvedélyes arcjáték és ripacskodó nosztalgia, hanem egészen sok apró rezdülés, egy lépésben, egy kézmozdulatban elkapott, kifejezett lelki válaszadás jellemezte. A halálba hervadt szerelemben elhatározást nyert a hősiesség — betegek között, emlékek között, négy fal között. A helyzetek, a képek hangulata tömött és feszült; — éppen ezért kár volt ragaszkodni a jobban jellemző mozdulatok mellett és a kifejezőbb némaság helyett a hosszú monológhoz. Több merészséggel, még távolabbra kerülve a novellától — annak inkább gondolatiságához ragaszkodva csupán — még filmszerűbb, még tévészerűbb lehetett volna ez az alkotás. 
Hasonlóképpen ezt a néma mégis sokat mondó helyzetteremtést kellett volna ki használnia a még élesebb, még fehérebb kórházi környezettel akár ennek a színnek díszletekben kiemelésével. Akárhogy is — az őrültek bomlott világa, a töredezett lépcsőjű intézet — az ártatlanok menedékhelye volt, és tisztább volt mint a második világháború véres, sáros áradata. 
Persze a fenntartás egyáltalán nem hallgattathatja el e sorok írójának dicsérő szándékát. 
Mert dicsérhető ez a tv-játék magáért, a darabválasztásért, dicsérhető mértéktartóan modern — és nem modernkedő — ízlésvilágáért, dicsérhető a konfliktusért, mely e nézőkből az asszociációk hatalmas sorát váltotta ki. 
Különös szerepet kapart a kapkodó lélegzet és a tekintet. Egy szót sem szólt Őze Lajos, de játéka, virágot markoló együgyű lelkiismeretű alakja szánalmas szimbólummá nőtt. 
A szegényes gyermeki érzelemvilág, a korcs gondolatok n riadt tekintet annyi és olyan mély tragédiát hordozott, hogy azt a leírt szó idézheti csupán, de visszaidézni képtelen. Érdemes lenne szólni Latinovits Zoltánról, Dégi Istvánról. Érdemes lenne szólni az operatőrök munkájáról. 
Röviden: nagyszerű egész hű és nem avuló társadalomrajz Renata orvosnő nagyon emberi története az embertelenség korából.”